# James A. Hancock
James Allitt Hancock OBE (* 20. Juli 1921 in Sheffield; † 22. Februar 2004) war ein britischer Ornithologe, Naturfotograf, Geschäftsmann und Sachbuchautor. Sein Hauptinteresse galt den Reihern.

## Leben
Hancock arbeitete nach seinem Abschluss an der Solihull School einige Jahre in der Wirtschaft und diente im Zweiten Weltkrieg in der indischen Armee, wo er schließlich zum Colonel aufstieg. Seine Kriegserfahrungen förderten sein Verständnis und seine Wertschätzung für alles Indische, einschließlich seiner Urdu-Sprachkenntnisse. 
Nach seiner Rückkehr nach England begann er eine zweite Karriere in der Ölbranche. Er arbeitete bei der Burmah Oil Comphany und war von 1947 bis 1975 Abteilungsdirektor der Ethyl Corporation in Richmond, Virginia sowie von 1975 bis 1979 Präsident der Edwin Cooper Division. Da sich die Produktionsstätten und Kunden meist in exotischen und wenig besuchten Regionen der Welt befanden, plante Hancock seine Reisen so, dass er sich an den Wochenenden der Naturfotografie widmen konnte. Diese Exkursionen wurden durch seine weitreichenden geschäftlichen und ornithologischen Kontakte erleichtert und führten ihn in Feuchtgebiete und an Küsten, den Lebensräumen der tropischen Reiher. 1979 zog sich Hancock aus der Ölbranche zurück. 1978 erschien sein erstes Buch Herons of the World, das in Zusammenarbeit mit Sir Hugh Elliott entstand und von Robert Gillmor illustriert wurde. 1984 veröffentlichte er den Fotoband The Birds of the Wetlands und mit James A. Kushlan als Co-Autor das Werk The Herons Handbook. 1992 brachte er gemeinsam mit Kushlan und M. Philip Kahl die Monografie The Storks, Ibises, and Spoonbills of the World heraus. Weitere von Hancock veröffentlichte Schriften sind Herons and Egrets of the World, a Photographic Journey (1999), Herons of North America, their World in Focus und The Herons (2005).
Für das Reiseunternehmen Cox & Kings fungierte er als Gastdozent bei Fotosafaris nach Afrika und Indien. Er organisierte die Jungle Odyssey Tours nach Indien, Nepal und Kenia, war Mitglied der Mountfort-Expedition nach Pakistan (1967) und leitete Wasservogel-Forschungsexpeditionen nach Argentinien (1980), China (1981) und nach Australien (1986). Weitere Exkursionen führten ihn nach Peru, Chile, Brasilien, Indonesien, Thailand, Südafrika, den Seychellen, Singapur, Japan, Kanada, Simbabwe und den Vereinigten Staaten (Florida, Hawaii, Texas, Kalifornien). 
Hancock war Mitglied der Royal Photographic Society, gehörte dem Council der Royal Society for the Protection of Birds an und war Schatzmeister bei der UK-Sektion des International Council for Bird Protection (heute BirdLife International). Von 1984 bis 1989 war er Präsident des British Trust for Ornithology und 1986 der Hampshire Ornithological Society. Zudem war er Council-Mitglied in der Fauna and Flora Preservation Society (FFPS) sowie im Hants and Isle of White National Trust. 1995 wurde er zum Corresponding Fellow der American Ornithologists’ Union gewählt und er war Mitglied der Zoological Society of London.
Hancock erhielt die Ehrendoktorwürde der University of Southampton, wurde 1991 für seine Verdienste um die Ornithologie zum Officer des Order of the British Empire ernannt und 1992 mit der Jubilee Medal des British Trust for Ornithology ausgezeichnet.